# Eddie Hertzberger
Edmond „Eddie” Hertzberger (ur. 17 października 1904 w Rotterdamie, zm. 2 maja 1993) – holenderski przemysłowiec i kierowca wyścigowy.

## Życiorys
Hertzberger był bogatym przemysłowcem produkującym konfekcję i wszechstronnym sportowcem. W latach 20. trenował boks, uprawiał także żeglarstwo i narciarstwo, jednak skupiał się na wyścigach samochodowych. Posiadał między innymi takie samochody jak MG K3, Bentley 4½ Litre czy Aston Martin. Swoje uczestnictwo w wyścigach ograniczył do Wielkiej Brytanii, Francji, Włoch i Belgii. Jako Żyd nie mógł brać udziału w wyścigach w III Rzeszy, a w Holandii wyścigi praktycznie nie istniały. W 1936 roku wygrał Grand Prix des Frontières, a rok później powtórzył to osiągnięcie, ale w klasie voiturette. Startował także w wyścigach Mille Miglia i 24h Le Mans. W 1938 roku wycofał się z wyścigów. W trakcie II wojny światowej uciekł do Szwajcarii, gdzie przebywał ponad rok. Następnie przeniósł się do Hiszpanii, gdzie stał się członkiem inteligencji służącej dla holenderskiego rządu emigracyjnego. Po II wojnie światowej odbudował fabrykę odzieży i mieszkał w Holandii i Nowym Jorku. W 1953 roku wystąpił w wyścigu na torze Zandvoort. Następnie przeniósł się do Szwajcarii, gdzie zmarł w 1993 roku.
Był żonaty z Eleonore Katz (ur. 1917 w Berlinie).